# Аноушка Поп
Аноушка Поп (Франкфурт на Мајни, 19. јул 1972) је бивша немачка професионална тенисерка.

## Биографија
Рођена је 19. јула 1972. у Франкфурту на Мајни. Њен најбољи сингл ранг је 164. на професионалној турнеји.
Освојила је титулу од 25.000 долара у Ерлангену 1990, а следеће године је учествовала у главном жребу два турнира Женске тениске асоцијације, Croatia Bol Ladies Open и Отвореном првенству Немачке.
Након турнеје 1992, играла је тенис за Универзитет Флориде 1994.

## Финала Међународне тениске федерације
| $25,000 турнири |
| $10,000 турнири |

### Сингл (1–0)
| Резултат | Број | Датум        | Место    | Противник       | Скор          |
| -------- | ---- | ------------ | -------- | --------------- | ------------- |
| Победник | 1.   | 9. јул 1990. | Ерланген | Агнесе Густмане | 7–5, 3–6, 7–6 |

### Дубл (1–2)
| Резултат       | Број | Датум              | Место     | Партнер              | Противници                          | Скор     |
| -------------- | ---- | ------------------ | --------- | -------------------- | ----------------------------------- | -------- |
| Другопласирани | 1.   | 21. новембар 1988. | Пфорцхајм | Андреа Носаљ         | Вера Карина Елтер Ева Марија Ширхоф | 4–6, 5–7 |
| Победник       | 1.   | 3. јул 1989.       | Штутгарт  | Река Сиксај          | Лусијана Тела Андреа Тиеци          | 7–5, 6–4 |
| Другопласирани | 2.   | 20. јул 1992.      | Дармштат  | Сандра Вехтерсхојзер | Тина Крижан Никол Арент             | 2–6, 1–6 |